# Izabela Krakowska
Izabela Krakowska – polska lekarz weterynarii, doktor habilitowany nauk weterynaryjnych, profesor na Uniwersytecie Rolniczym im. Hugona Kołłątaja w Krakowie, badaczka anatomii zwierząt.

## Kariera naukowa
W 1992 roku na Akademii Rolniczej w Lublinie uzyskała tytuł lekarza weterynarii. W 1995 roku została zatrudniona na tejże uczelni, a w 1999 roku uzyskała na niej stopień doktora nauk weterynaryjnych na podstawie rozprawy pt. Rozwój tworu hipokampa (formatio hippocampi) w życiu płodowym krowy, której promotorem był Stefan Hereć. W 2009 roku uzyskała na Wydziale Medycyny Weterynaryjnej tej samej uczelni stopień doktora habilitowanego nauk weterynaryjnych na podstawie pracy pt. Ekspresja receptorów estrogenowych α i β w neuronach tworu hipokampa podczas procesu neurogenezy oraz u dojrzałych płciowo samic królików. W 2012 roku została zatrudniona również na Uniwersytecie Rolniczym im. Hugona Kołłątaja w Krakowie.